# Kaspar Braun
Kaspar Braun (13. srpna 1807 Aschaffenburg – 29. října 1877 Mnichov) byl německý malíř, kreslíř, ilustrátor, dřevorytec a nakladatel.

## Životopis
Po absolvování gymnázia ve svém rodném městě studoval na Akademie der Bildenden Künste München. Po cestách v severním Německu a Maďarsku odešel v roce 1838 do Francie, do ateliéru Louise-Henri Brévièra v Paříži, jednoho z předních evropských dřevorytců své doby. S dovednostmi tam získanými založil po svém návratu do Mnichova v roce 1839, spolu s radními z Dessauer, xylografický ústav. V roce 1843 založili s vydavatelem Friedrichem Schneiderem nakladatelství Verlag Braun & Schneider. Spolu od roku 1844 vydávali vtipně satirický, ilustrovaný týdeník Fliegenden Blätter. Získali práva k Max a Moritz, jednomu z prvních obrazových příběhů Wilhelma Busche. Také vydávali Münchener Bilderbögen, časného předchůdce komiksů 20. století, na kterém se podíleli známí umělci jako Wilhelm Busch, Franz Pocci nebo Moritz von Schwind. Jako první ztvárnil Braun, v roce 1847, postavu Münchner Kindl.